# Драган Ћеран
Драган Ћеран (Кикинда, 6. октобар 1987) српски је фудбалер који игра на позицији нападача. Тренутно наступа за Пахтакор.
Каријеру је почео у Смедереву, одакле је касније отишао у Израел где је наступао кратко за Хапоел Хаифу и Макаби Нетању. У азербејџанском Симурку је одиграо две добре сезоне. Године 2016. је отишао у Узбекистан где је прво играо за Насаф, а потом је прешао у Пахтакор где је пет сезона заредом био најбољи стрелац лиге.

## Трофеји
Вардар
- Прва лига Македоније: 2015/16.

Пахтакор
- Суперлига Узбекистана: 2019, 2020, 2021, 2022, 2023.
- Куп Узбекистана: 2019, 2020.
- Суперкуп Узбекистана: 2021, 2022.
- Лига куп Узбекистана: 2019.

Индивидуални
- Најбољи стрелац Суперлиге Узбекистана: 2019, 2020, 2021, 2022, 2023.